# Christopher Sims
Christopher Chris Albert Sims (Washington D.C., 21 oktober 1942) is een Amerikaans wetenschapper, econoom en Nobelprijswinnaar.
Sims kreeg in 2011 de Prijs van de Zweedse Rijksbank voor economie (die hij deelde met Thomas Sargent) voor hun onderzoeken over de macro-economie waarbij Sims zich richtte op onverwachte en tijdelijke veranderingen in de economie.
Hij is hoogleraar aan de Princeton University.
1969: Frisch, Tinbergen ·
1970 : Samuelson ·
1971: Kuznets ·
1972: Hicks, Arrow ·
1973: Leontief ·
1974: Myrdal, Hayek ·
1975: Kantorovitsj, Koopmans ·
1976: Friedman ·
1977: Ohlin, Meade ·
1978: Simon ·
1979: Schultz, Lewis ·
1980: Klein ·
1981: Tobin ·
1982: Stigler ·
1983: Debreu ·
1984: Stone ·
1985: Modigliani ·
1986: Buchanan ·
1987: Solow ·
1988: Allais ·
1989: Haavelmo ·
1990: Markowitz, Miller, Sharpe ·
1991: Coase ·
1992: Becker ·
1993: Fogel, North ·
1994: Harsanyi, Nash, Selten ·
1995: Lucas ·
1996: Mirrlees, Vickrey ·
1997: Merton, Scholes ·
1998: Sen ·
1999: Mundell ·
2000: Heckman, McFadden ·
2001: Akerlof, Spence, Stiglitz ·
2002: Kahneman, Smith ·
2003: Engle, Granger ·
2004: Kydland, Prescott ·
2005: Aumann, Schelling ·
2006: Phelps ·
2007: Hurwicz, Maskin, Myerson ·
2008: Krugman ·
2009: Ostrom, Williamson ·
2010: Diamond, Mortensen, Pissarides ·
2011: Sims, Sargent ·
2012: Roth, Shapley  ·
2013: Fama, Hansen, Shiller  ·
2014: Tirole  ·
2015: Deaton  ·
2016: Hart, Holmström ·
2017: Thaler ·
2018: Nordhaus, Romer ·
2019: Banerjee, Duflo, Kremer ·
2020: Milgrom, Wilson ·
2021: Imbens, Angrist, Card ·
2022: Bernanke, Diamond, Dybvig ·
2023: Goldin ·
2024: Acemoglu, Johnson, Robinson
- Bibliothèque nationale de France: cb131641247 (data)
- CiNii: DA08117125
- Gemeinsame Normdatei: 123351022
- International Standard Name Identifier: 0000 0001 2140 3165
- Library of Congress Control Number: n87118685
- Mathematics Genealogy Project: 118700
- Nationale Bibliotheek van Tsjechië: ola2011649974
- Nationale Bibliotheek van Israël: 987007423374105171
- Nederlandse Thesaurus van Auteursnamen: 120972670
- Système universitaire de documentation: 034696423
- Virtual International Authority File: 76452133
- WorldCat: E39PBJwRXWPDpRT6kyPwxqJVYP